# Vince Dillon
Vince Dillon (Manchester, 2 ottobre 1923 – Truro, settembre 2005) è stato un calciatore e allenatore di calcio inglese, di ruolo attaccante.

## Caratteristiche tecniche
Era un centravanti.

## Carriera

### Giocatore
Esordisce nella prima divisione inglese nella stagione 1947-1948 con la maglia del Bolton, club con cui milita per complessive 5 stagioni consecutive in questa categoria, senza tuttavia mai giocare con grande continuità: nell'arco di un lustro di permanenza, totalizza infatti complessivamente 17 presenze e 2 reti in partite di campionato. Successivamente, nella stagione 1952-1953 ha messo a segno 17 reti in 33 presenze con il Tranmere nel campionato di Third Division. In seguito ha anche vestito le maglie dei semiprofessionisti di Truro City e Falmouth Town, ritirandosi nel 1956.

### Allenatore
Dal 1953 al 1955 ha allenato il Truro City e l'anno seguente ha lavorato come vice del Falmouth Town, ricoprendo entrambi gli incarichi mentre era anche contemporaneamente anche giocatore dei 2 club.